# Curved Air
I Curved Air sono un gruppo britannico di rock progressive costituitosi nel 1969.

## Storia
Il gruppo è stata una evoluzione della band Sisyphus, e il suo nome è stato preso dall'album A Rainbow in Curved Air di Terry Riley. I musicisti provenivano da esperienze artistiche molto diverse, come musica classica, musica folk e musica elettronica, che portarono a una miscela di rock progressive, folk rock e fusion con elementi classici. Assieme a High Tide, It's a Beautiful Day e East of Eden, i Curved Air sono stati una delle prime rock band ad usare un violino. La prima formazione era composta da: Francis Monkman (tastiere e chitarra), Darryl Way (violino elettrico e voce), Sonja Kristina Linwood (voce), Florian Pilkington-Miksa (batteria) e Rob Martin (basso).
Durante la vita della band vi sono state continue sostituzioni dei membri, il che ha costituito un grosso handicap. Già nel secondo album Ian Eyre (basso) prende il posto di Rob Martin e nel terzo viene a sua volta sostituito da Mike Wedgwood. Dopo la registrazione abbandonano Darryl Way, Francis Monkman e Florian Pilkington-Miksa, lasciando praticamente sola Sonja Kristina che ingaggia il batterista Jim Russell, Kirby Gregory (chitarra) ed Eddie Jobson (sint.) con i quali incide "Air Cut", ma nel luglio 1973, dopo il disco, la band si scioglie di nuovo. Se ne riparla nell'autunno del 1974, con una riunione dei membri originali per dei concerti nei college inglesi (vedi album "Live"). Il tour non è privo di problemi, a causa di altri impegni di alcuni membri della band, e così, finito questo, altro scioglimento del gruppo. Restano Kristina e Darryl Way che reclutano nuovi musicisti, tra cui Tony Reeves.
Kristina, che aveva fatto parte anche del cast inglese di Hair, è stata praticamente l'unico membro dei Curved Air sempre presente.
L'album di debutto del 1970, Air Conditioning, raggiunse la posizione numero 8 nella UK Albums Chart, restando 21 settimane in classifica, ed è stato uno dei primi picture disc in vinile ad essere pubblicato. Second Album raggiunse la posizione numero 11, mentre il loro terzo album, Phantasmagoria raggiunse la numero 20.
Il singolo di maggior successo della band è stato "Back Street Luv", che raggiunse la posizione numero 4 nella UK Singles Chart) (12 settimane in classifica).
Dopo il 1972 non ebbero comunque più successi da classifica.
Nel 1976 il gruppo si scioglie ufficialmente, dando il concerto di addio il 23 dicembre di quell'anno. Vi furono alcuni tentativi di ricostituirlo, ma fallirono.
Il batterista dell'esibizione del 1971 al Beat Club della TV tedesca, dove hanno eseguito Back Street Luv, è stato il sessionman Barry de Souza (Lou Reed, Jeff Beck, Kate Bush), che è morto di cancro.

## Dal 1990 in poi
Nel 1990 il gruppo ha suonato di nuovo assieme per breve tempo e un album dal vivo di questo concerto è stato pubblicato dieci anni dopo.
Nei primi mesi del 2008 la band si è riunita. Il 4 maggio 2008, in un messaggio al Curved Air Yahoo Group, Kristina ha informato che la nuova formazione potrebbe essere:
- Sonja Kristina - voce
- Darryl Way - violino
- Florian Pilkington-Miksa - batteria
- Andy Christie - chitarra (rimpiazzato da Kit Morgan nel 2009)
- Chris Harris - basso

La nuova formazione ha suonato nel sud Inghilterra, in Italia e a Malta nel 2008.
Per il 2009 vi sono state delle date in Giappone il 16 e il 17 gennaio al Club Citta, Kawasaki, il chitarrista era Kit Morgan.
Il 9 agosto 2009, Eddie Jobson era con Darryl Way a un concerto una tantum in Chislehurst.
Per le date del mese di ottobre 2009, Way era indisposto, e Paolo Sax (violino) e Robert Norton (tastiere) erano al suo posto.

## Formazione[12]

### Formazione classica
- Sonja Kristina - voce (1969-1976; 1990-1993; 2008-presente)
- Francis Monkman - chitarra (1969-1972; 1990-1993; 2008-presente)
- Robert Norton - tastiera (2008-presente)
- Rob Martin - basso, (1969-70; 2008-presente)
- Florian Pilkington-Miksa - batteria (1969-74; 1990-1993; 2008-presente)

### Altri membri
- Darryl Way - violino (1969-1976; 1990-1993; 2008-2012)
- Ian Eyre - basso (1970-1972)
- Mike Wedgwood - basso (1972-74)
- Kirby Gregory - chitarra (1973-1974)
- Eddie Jobson - violino (1971-1973)
- Stewart Copeland - batteria (1975-1976)

## Discografia

### Album
| Anno | Titolo            | Posizione nella Chart | Posizione nella Chart | Posizione nella Chart | Posizione nella Chart | Posizione nella Chart | Commenti                                     |
| Anno | Titolo            | UK                    | US                    | DE                    | CH                    | AT                    | Commenti                                     |
| ---- | ----------------- | --------------------- | --------------------- | --------------------- | --------------------- | --------------------- | -------------------------------------------- |
| 1970 | Air Conditioning  | 8                     | -                     | -                     | -                     | -                     | include il brano rinnovato "Vivaldi"         |
| 1971 | Second Album      | 11                    | -                     | -                     | -                     | -                     | include il grande successo "Back Street Luv" |
| 1972 | Phantasmagoria    | 20                    | -                     | -                     | -                     | -                     |                                              |
| 1973 | Air Cut           | -                     | -                     | -                     | -                     | -                     |                                              |
| 1975 | Curved Air - Live | -                     | -                     | -                     | -                     | -                     | registrato durante il tour dell'autunno 1974 |
| 1975 | Midnight Wire     | -                     | -                     | -                     | -                     | -                     |                                              |
| 1976 | Airborne          | -                     | -                     | -                     | -                     | -                     |                                              |
| 1990 | Lovechild         | -                     | -                     | -                     | -                     | -                     | registrato 1973                              |
| 1995 | Live alla BBC     | -                     | -                     | -                     | -                     | -                     |                                              |
| 2000 | Alive, 1990       | -                     | -                     | -                     | -                     | -                     |                                              |
| 2008 | Reborn            | -                     | -                     | -                     | -                     | -                     |                                              |

### Singoli
| Anno | Titolo                                                           | Posizione nella Chart | Posizione nella Chart | Posizione nella Chart | Posizione nella Chart | Posizione nella Chart | Commenti |
| Anno | Titolo                                                           | UK                    | US                    | DE                    | CH                    | AT                    | Commenti |
| ---- | ---------------------------------------------------------------- | --------------------- | --------------------- | --------------------- | --------------------- | --------------------- | -------- |
| 1971 | It Happened Today Vivaldi What Happens When You Blow Yourself Up | -                     | -                     | -                     | -                     | -                     |          |
| 1971 | Back Street Luv Everdance                                        | 4                     | -                     | -                     | -                     | -                     |          |
| 1972 | Sarah's Concern Phantasmagoria                                   | -                     | -                     | -                     | -                     | -                     |          |
| 1976 | Desiree Kids to Blame                                            | -                     | -                     | -                     | -                     | -                     |          |
| 1976 | Baby Please Don't Go Broken Lady                                 | -                     | -                     | -                     | -                     | -                     |          |
| 1984 | Renegade We're Only Human                                        | -                     | -                     | -                     | -                     | -                     |          |